# Wojtkówka
Wojtkówka – wieś w Polsce położona w województwie podkarpackim, w powiecie bieszczadzkim, w gminie Ustrzyki Dolne. Leży przy DW890.
| SIMC    | Nazwa    | Rodzaj    |
| ------- | -------- | --------- |
| 0361821 | Chwaniów | część wsi |

W połowie XIX wieku właścicielami posiadłości tabularnej Wojtkowa i Wojtkówka byli spadkobiercy Nowosielskiego.
W latach 1975–1998 miejscowość administracyjnie należała do województwa krośnieńskiego.